# Ulvkälla
Ulvkälla est une localité de Suède dans la commune de Härjedalen située dans le comté de Jämtland.
Sa population était de 398 habitants en 2019.